# Osiriaca
Osiriaca és un gènere monotípic d'arnes de la família Crambidae descrita per Francis Walker el 1866. La seva única espècie, Osiriaca ptousalis, descrita pel mateix autor el 1859, és coneguda a Austràlia.